# Приедайне (станция)
Прие́дайне (латыш. Priedaine) — железнодорожная станция в Юрмале на электрифицированной железнодорожной линии Торнякалнс — Тукумс II, ранее являвшейся частью Риго-Орловской железной дороги. Памятник архитектуры государственного значения

## История
Платформа Сосновый была открыта в 1909 году в одноимённом посёлке курортной зоны на берегу Рижского залива. Её появление должно было стимулировать развитие перспективной территории.
Первоначально построенное двухэтажное деревянное здание вокзала было в 1938 году заменено более современной функциональной постройкой, выполненной по проекту инженеров А. Грундманиса и Я. Шарлова.
В том же году по эскизам архитектора Легздини были разбиты зелёные насаждения террасного типа. Техническое перевооружение станции завершилось в 1938 году монтажом стрелочной централизации, появлением системы блокировки поворотной части моста через реку Лиелупе и первых на Латвийской государственной железной дороге световых сигналов.